# Tours de l'İş Bankası
L'Isbank Tower 1 est un gratte-ciel d'Istanbul, qui avec ses 52 étages a été le plus haut de Turquie jusqu'en 2009. Il a été inauguré en l'an 2000. Sa hauteur officielle est de 181 m, 194 m avec son antenne.
Le bâtiment a été construit par la Türkiye Is Bankasi (Isbank est l'abréviation de Is Bankasi). Plusieurs détails de l'immeuble rappellent la Trump Tower de New York. Les deux immeubles ont été conçus par la même entreprise d'architecture, Swanke Hayden Connell Architects.